# Romme
Romme – miejscowość (tätort) w Szwecji, w regionie administracyjnym (län) Dalarna, w gminie Borlänge.
Według danych Szwedzkiego Urzędu Statystycznego liczba ludności wyniosła: 1735 (31 grudnia 2015), 1682 (31 grudnia 2018) i 1706 (31 grudnia 2019).